# Town and Country (album)
Pour les articles homonymes, voir Town and Country (homonymie).
Albums de Humble Pie
As Safe As Yesterday Is
(1969) Humble Pie
(1970)
Singles
1. The Sad Bag of Shaky Jake
Sortie : 1969

Town and Country est le 2e album du groupe rock britannique, Humble Pie. Il est sorti novembre 1969 sur le label Immediate Records et a été produit par Andy Johns.

## Historique
Sorti quatre mois seulement après leur premier album, As Safe As Yesterday Is, cet album a été enregistré et produit par Andy Johns (le frère de Glyn Johns) aux Olympic Studios à Londres. Il est sorti sur le label Immediate Records, qui fera faillite peu de temps après.
Lorsque Humble Pie enregistra « As Safe As Yesterday Is » au début de l'été 1969, le groupe se retrouva avec assez de matériel pour enregistrer un double album. Une grande partie des titres figurant sur « Town and Country » proviennent de cette époque. Alors que Steve Marriott avait composé la quasi-totalité du premier album, tous les membres du groupe prennent part à l'écriture des titres. On y trouve aussi une reprise de Buddy Holly, "Heartbeat".
Le titre de l'album définit assez bien le contenu, un mélange de blues pour la partie "Town" et des ballades folk pour la partie "Country".

## Liste des titres
1. Take Me Back  (Peter Frampton) - 4:52
2. The Sad Bag of Shaky Jake (Steve Marriott) - 2:59
3. The Light of Love (Greg Ridley) - 3:00
4. Cold Lady (Jerry Shirley) - 3:22
5. Down Home Again (Marriott) - 2:56
6. Ollie Ollie (Frampton / Marriott / Ridley / Shirley) - 0:50
7. Every Mother's Son (Marriott) - 5:43
8. Heartbeat (Bob Montgomery / Norman Petty) - 2:33
9. Only you Can see Me (Frampton) - 3:38
10. Silver Tongue (Marriott) - 3:20
11. Home and Away (Frampton / Marriott / Ridley) - 5:55

Bonus tracks (Réédition 2008)
1. 79th Street Blues (Frampton / Marriott / Ridley / Shirley) - 3:00
2. Greg's Song (Ridley) - 4:15

## Musiciens
- Steve Marriott: chant sur (2, 4, 5, 7-9), guitare rythmique sur (2, 4, 7, 8), guitare Leslie sur (9), maracas  sur (2), batterie sur (9), percussions sur (1), sitar sur (3), piano électrique Wurlitzer sur (2, 11), orgue Hammond sur (11)
- Peter Frampton: chant (1-5, 8, 9, 11), guitare rythmique sur (1, 5, 9, 11), guitare solo sur (2, 7, 8, 10), guitare classique sur (3), piano Wurlitzer sur (9), batterie sur (4)
- Greg Ridley: basse sur (1, 2, 4, 5, 8-11), chant sur (2-5, 8, 11), guitare sur (3), tambourin sur (1)
- Jerry Shirley: batterie sur (2, 5, 8, 10, 11), scie musicale sur (1), tambourin sur (2), tablas sur (3), maracas sur (4), piano électrique Wurlitzer sur (4)